# Pompano Beach
Pompano Beach város az Amerikai Egyesült Államok Florida államában, Broward megyében. Lakosainak száma 112 046 fő (2020. április 1.).
Az Atlanti-óceán partján fekszik, Fort Lauderdale-től északra, Miamitól 36 mérföldre északra. A közeli Hillsboro Inlet az atlanti part menti vízi út részét képezi. Miami nagyvárosi körzetének egyik fő városa, ahol 2020-ban 6,14 millió ember élt. Broward megye hatodik legnagyobb városa, a dél-floridai metropolisztérség kilencedik legnagyobb városa és Florida 20. legnagyobb városa.
A város területén található Pompano Beach Airpark a Goodyear Blimp Spirit of Innovation otthona.

## Népesség
A település népességének változása:
| Lakosok száma | 78 191 | 99 845 | 112 046 |
|               | 2000   | 2010   | 2020    |